# Pachyplichas yaldwyni
Lo scricciolo zampegrosse dell'Isola del Sud o scricciolo zampegrosse meridionale (Pachyplichas yaldwyni Millener, 1988) è un uccello passeriforme estinto della famiglia degli Acanthisittidae.

## Etimologia
Il nome scientifico della specie, yaldwyni, rappresenta un omaggio a John Yaldwyn, allora direttore del Te Papa Tongarewa.

## Descrizione
La specie è nota per un centinaio di reperti allo stato subfossile, che mostrano un uccello di circa 12–15 cm di lunghezza (il più grande acantisittide mai esistito finora scoperto) che doveva sembrare una versione in scala più grande di uno scricciolo di roccia, robusto e paffuto, con grossa testa, becco sottile e appuntito lievemente ricurvo verso il basso, ali corte e arrotondate (molto verosimilmente la specie era incapace di volare) e zampe molto muscolose, allungate e forti, dalle lunghe dita con robusti artigli.

## Biologia
Si trattava molto probabilmente di uccelli diurni e terricoli, che rinvenivano il proprio cibo (in massima parte insetti) al suolo: essendo stati rinvenuti i loro resti in compagnia di quelli degli altri acantisittidi presenti nello stesso areale, è verosimile pensare che questi uccelli occupassero una nicchia ecologica differente per evitare la competizione interspecifica, ma allo stato attuale delle conoscenze non è ancora possibile determinare con precisione quale essa fosse.

## Distribuzione e habitat
Come intuibile dal nome comune, lo scricciolo zampegrosse dell'Isola del Sud era endemico dell'Isola del Sud: la maggior parte dei reperti subfossili ascrivibili a questa specie, risalenti a un periodo compreso fra i 25.000 ed i 1000 anni fa, sono stati rinvenuti nel nord dell'isola, mentre nel sud tutti i ritrovamenti risalgono a un unico sito fossilifero.
Questi uccelli abitavano le foreste di podocarpi di pianura e collina, spingendosi fino alle aree cespugliose di clima alpino.

## Estinzione
Molto verosimilmente la scomparsa di questi uccelli è legata all'arrivo in Nuova Zelanda dei coloni polinesiani e soprattutto del ratto polinesiano al loro seguito, la cui introduzione accidentale ha avuto effetti disastrosi sugli uccelli della Nuova Zelanda.